# Подкрай (Равне-на-Корошкем)
Подкрай (словен. Podkraj) — поселення в общині Равне-на-Корошкем, Регіон Корошка, Словенія. Висота над рівнем моря: 601,5 м.